# Somatochlora clavata
Somatochlora clavata är en trollsländeart som beskrevs av Mamoru Oguma 1922. Somatochlora clavata ingår i släktet glanstrollsländor, och familjen skimmertrollsländor. Inga underarter finns listade i Catalogue of Life.